# DCV Balder
DCV Balder (ang. Deepwater Construction Vessel) – głębokomorska jednostka konstrukcyjna eksploatowana przez firmę Heerema. Została zbudowana w 1978 przez Mitsui Engineering & Shipbuilding Co., Ltd. jako półzanurzalny żuraw pływający. W 2001 została przebudowana na DCV przez Verolme Botlek BV.

## Opis
Balder posiada dwa żurawie (3600 i 2700 ton). Od przebudowy jest wyposażony w system dynamicznego utrzymywania pozycji klasy III. Posiada siedem pędników azymutalnych o mocy 3500 kW każdy oraz dwie śruby.
Podczas przebudowy została zainstalowana największa na świecie wyciągarka o średnicy 10,5 metra i nośności 275 ton, oraz wieża do kładzenia rurociągów, umożliwiająca układanie rur na głębokości 3000 metrów.
Kadłub składa się z dwóch pływaków połączonych z częścią nadwodną 6 kolumnami. W czasie podróży zanurzenie wynosi około 12 metrów. W czasie pracy zanurzenie może być zwiększone do 25 metrów, co redukuje wpływ fal na statek.
Balder ma możliwość zakwaterowania 350 osób.

## Godne uwagi przedsięwzięcia
- W 1978 uczestniczył w pierwszym montażu platformy przeprowadzonym przez jednostkę półzanurzalną,
- W 2004 zainstalował platformę wydobywczą typu spar BP Holstein – największą w Zatoce Meksykańskiej,
- W 2005 zainstalował największą na świecie półzanurzalną platformę produkcyjną, należącą do BP – Thunder Horse[2],
- W 2005, po huraganie Dennis uczestniczył w wyprostowywaniu Thunder Horse’a[3],
- W 2006 na rekordowej głębokości 2200 metrów zainstalował rurociąg firmy BP, Mardi Gras Atlantis; średnica rur wynosiła 24 cale[4],
- W 2007 ponownie pobił rekord głębokości, montując Independence Hub Facility na głębokości 2438 metrów[5].